# Takács Marianna
Harasztiné Takács Marianna (Altay Kornélné; Haraszti Györgyné) (Budapest, 1917. december 11. – Budapest, 2021. május 4.) magyar művészettörténész, muzeológus. A művészettörténeti tudományok kandidátusa (1965), a művészettörténeti tudományok doktora (1976).

## Életpályája

### Iskolái
1935-ben érettségizett a Pesti Izraelita Hitközség Leánygimnáziumában. 1936–1940 között a Pázmány Péter Tudományegyetem hallgatója volt. 1937-ben a Perugai Egyetemen tanult.

### Pályafutása
1940–1948 között a Pázmány Péter Tudományegyetem Romanisztikai Intézetének illetve Művészettörténeti Intézetének gyakornoka és az Intézet könyvtárosa volt. 1948–1950 között a Vallás- és Közoktatásügyi Minisztérium illetve a Művelődésügyi Minisztérium Művészeti, majd Egyetemi Osztályának előadója volt. 1950–1969 között a Szépművészeti Múzeum Régi Képtárának muzeológusa, 1969–1982 között osztályvezető tudományos főmunkatársa volt. 1961–1964 között az MTA-TMB önálló aspiránsa volt. 1967-től a Magyar Tudományos Akadémia Művészettörténeti Bizottságának tagja volt. 1982–1995 között az MTA Könyvtárának tudományos főmunkatársa volt. 1995-ben nyugdíjba vonult.

### Politikai pályafutása
1945-től az MKP tagja volt. 1948-tól az MDP tagja volt. 1957-től az MSZMP tagja volt. 1957–1967 között az MSZMP alapszervezeti párttitkára volt. 1961–1967 között a Budapesti XIV. Kerületi Pártbizottság tagja volt. 1967–1974 között pártvezetőségi tag volt.

## Családja
Szülei Takács Sándor (1883–1944) és Weisz Margit (1895–1976) voltak. 1944-ben házasságot kötött Haraszti György (1912–1980) jogásszal. Két gyermekük született: György (1945–) és Katalin (1950–).

## Művei
- Hogyan látta gr. Széchenyi István Olaszországot (1940)
- Spanyol festészet (társszerző; 1942)
- Az életkép fejlődése (1953)
- Die Kunstschätze des Ungarischen Museums für Schöne Künste (1954)
- Les trésors du Musée Hongrois des Beaux-Arts (1954)
- A Szépművészeti Múzeum kincsei (1954)
- The treasures of the Hungarian Museum of Fine Arts (1954)
- Sokroviŝa Vengerskogo Muzeâ Izâŝnyh Iskusstv (1954)
- Goya öt képe a Szépművészeti Múzeumban (1955)
- A sárvári vár (1957)
- Tiziano (1958)
- "La fucina di Vulcano": una tela di Pier Francesco Morazzone (1958)
- A Drezdai Képtár vendégkiállítása (1959)
- Toulouse-Lautrec (1961)
- A manierizmus korának művészete (1961)
- Németalföld művészete a XVI-XVII. században (1961)
- Henri de Toulouse-Lautrec grafikái (1964)
- Spanyol mesterek (1965-1966)
- Műhelytitkok, hamisítványok (1966)
- Museo de Bellas Artes de Budapest (társszerző, szerkesztő, 1966)
- A manierizmus mesterei (1968)
- Magyarországi udvarházak és kastélyok (1970)
- Rubens és kora (1972)
- Az európai tájképfestészet kezdetei (1972)
- A Szépművészeti Múzeum Képtárai (1977)
- Murillo (1977)
- Spanyol festészet a primitívektől Riberáig (1982)
- Spanish Genre Paintings in the Seventeenth Century (1983)
- Budapest múzeumai (1984)
- Pyrker Képtár a Szépművészeti Múzeumban (1987)
- Eszter könyve (1989)

## Díjai
- Szocialista Kultúráért (1953, 1967)
- Munka Érdemérem (1960)
- Kiváló népművelő (1978)
- Munka Érdemrend ezüst fokozata (1978)